# Forest Lawn Memorial Park (Glendale)

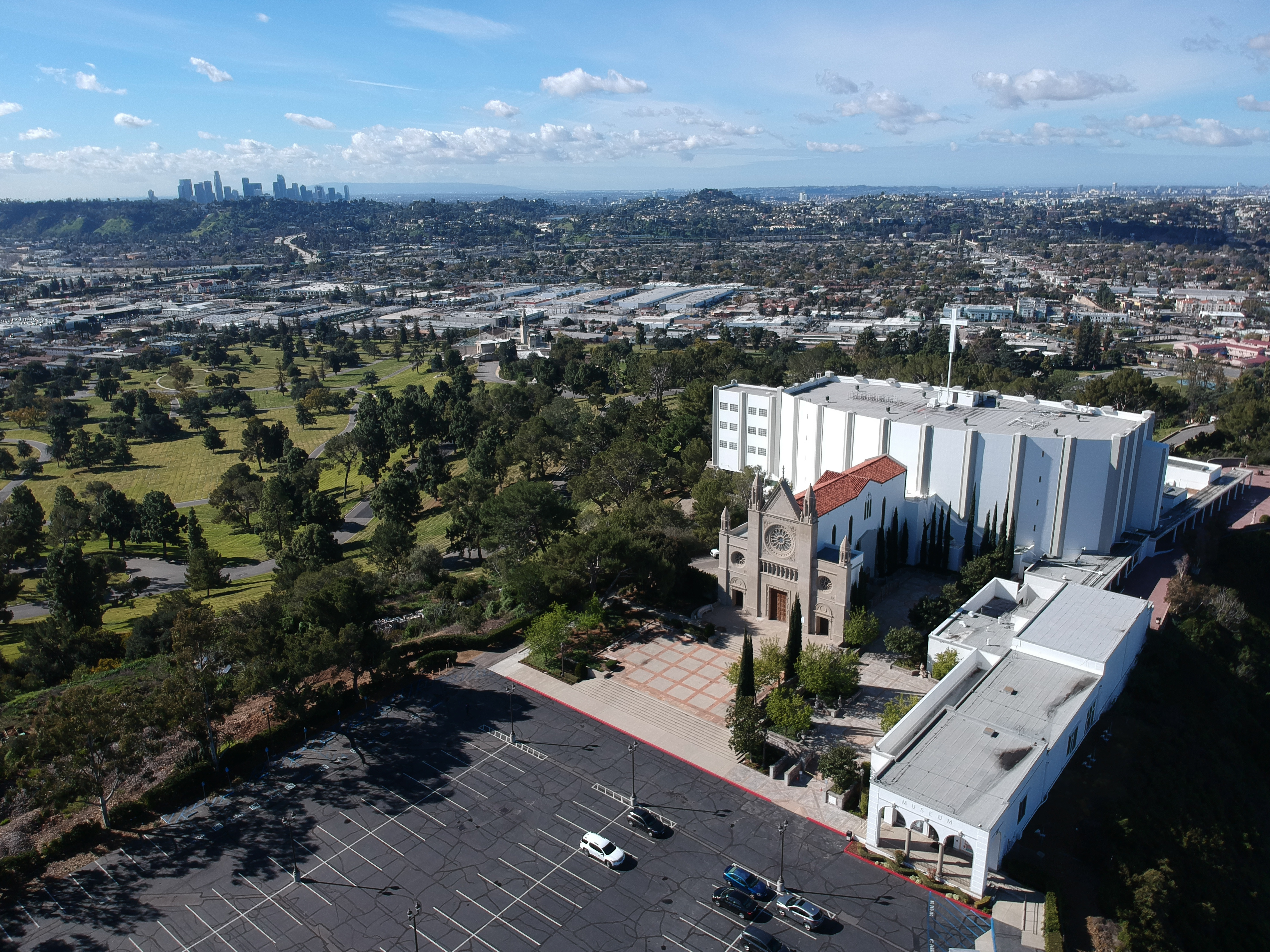
Halle der Kreuzigung und Auferstehung im Forest Lawn Memorial Park in Glendale

Der Forest Lawn Memorial Park in Glendale im US-Bundesstaat Kalifornien ist einer von sechs Friedhöfen des Amerikanischen Unternehmens „Forest Lawn Memorial-Parks & Mortuaries“. Er ist der erste in einer Reihe von später entstandenen Forest Lawn Memorial Parks in den USA und  Kanada.

## Geschichte
Forest Lawn wurde 1906 als nicht-profitorientierter Friedhof von mehreren Geschäftsleuten aus San Francisco gegründet.
Hubert L. Eaton und C. B. Sims erwarben den Friedhof im Jahr 1912. Eaton übernahm 1917 die Geschäfte des Friedhofs und gilt als Begründer der heutigen Memorial Parks. Eaton war überzeugt von einem glücklichen Leben nach dem Tod. Er hielt die meisten Friedhöfe für unschöne und depressive Steingärten und wollte eine Ruhestätte gründen, die seine optimistischen Gedanken an den Tod widerspiegelten.

## Kapellen
In Glendale existieren drei Kapellen: The Little Church of the Flowers, The Wee Kirk o’ the Heather, und The Church of the Recessional, welche alle exakte Nachbauten europäischer Kapellen sind. Mehr als 60.000 Menschen wurden mittlerweile in Forest Lawn getraut, unter anderem Ronald Reagan und Jane Wyman.

## Grabstellen Prominenter
Unter den in Glendale Beerdigten finden sich eine Reihe bekannter Persönlichkeiten aus dem Showbusiness. Einige der letzten Ruhestätten befinden sich in abgeschlossenen Gärten ohne öffentlichen Zutritt, wie zum Beispiel die Gräber von Walt Disney, Michael Jackson, Humphrey Bogart, Lon Chaney senior, Errol Flynn, Max Steiner, Mary Pickford oder auch Elizabeth Taylor.
(Ruhestätten im privaten Bereich sind mit † markiert)

## A

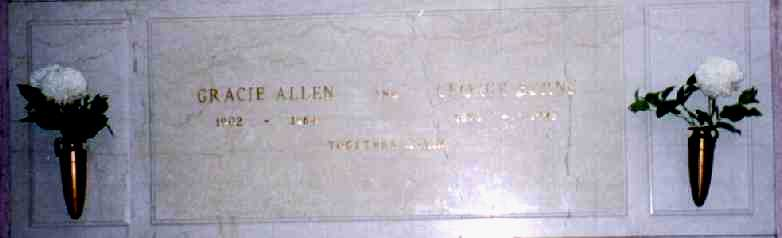
Grab von Gracie Allen (und George Burns)

- Forrest J. Ackerman (1916–2008), Schriftsteller
- Art Acord (1890–1931), Schauspieler
- Don Addrisi (1938–1984), Sänger, Mitglied der Addrisi Brothers
- Anita Louise Adler (1915–1970), Schauspielerin
- Maurice „Buddy“ Adler (1906–1960), Produzent
- Robert Alda (1914–1986), Schauspieler
- Richard Alexander (1902–1989), Schauspieler
- Ross Alexander (1907–1937), Schauspieler
- Gracie Allen (1895–1964), Schauspielerin und Komödiantin
- Wayne Allwine (1947–2009), Synchronsprecher, Stimme von Micky Maus
- Astrid Allwyn (1905–1978), Schauspielerin
- June Allyson (1917–2006), Schauspielerin
- Lona Andre (1915–1992), Schauspielerin
- LaVerne Andrews (1911–1967), Sängerin
- Maxine Andrews (1916–1995), Sängerin
- Lucien Andriot (1892–1979), Cinematographer
- George Archainbaud (1890–1959), Filmregisseur
- †James Arness (1923–2011), Schauspieler
- Roscoe Ates (1895–1962), Schauspieler
- Gene Austin (1900–1972), Sänger
- Marion Aye (1903–1951), Schauspielerin

## B
- Fay Babcock (1895–1970), Szenenbildnerin
- †Lauren Bacall (1924–2014), Schauspielerin
- Constantin Bakaleinikoff (1898–1966), Filmkomponist
- Mischa Bakaleinikoff (1890–1960), Filmkomponist
- Lucille Ball (1911–1989), Schauspielerin, Komödiantin und Produzentin (Die Asche wurde 2002 zum Lake View Cemetery in Jamestown (New York) gebracht)
- Travis Banton (1894–1958), Kostümbildner
- †Theda Bara (1885–1955), Schauspielerin
- Joseph Roland Barbera (1911–2006), Zeichentrickfilmer und Produzent
- Joan Barclay (1914–2002), Schauspielerin
- Ben Bard (1893–1974), Schauspieler
- Binnie Barnes (1903–1998), Schauspielerin
- Jack Barry (1918–1984), Moderator und Produzent
- Billy Barty (1924–2000), Schauspieler
- Florence Bates (1888–1954), Schauspielerin
- L. Frank Baum (1856–1919), Schriftsteller
- Warner Baxter (1889–1951), Schauspieler
- Harry Beaumont (1888–1966), Filmregisseur
- Wallace Beery (1885–1949), Schauspieler
- Alphonzo Bell junior (1914–2004), Kongressabgeordneter
- †Rex Bell (1903–1962), Schauspieler und Vizegouverneur von Nevada
- Madge Bellamy (1899–1990), Schauspielerin
- Henry S. Benedict (1878–1930), Politiker
- William Benedict (1917–1999), Schauspieler
- Enid Bennett (1893–1969), Schauspielerin
- Marjorie Bennett (1896–1982), Schauspielerin
- Harry Beresford (1863–1944), Schauspieler und Autor
- Abby Berlin (1907–1965), US-amerikanischer Filmregisseur
- Felix Bernard (1897–1944), Komponist, Pianist und Songwriter
- Curtis Bernhardt (1899–1981), Regisseur
- Joe Besser (1907–1988), Schauspieler und Komödiant
- Billie Bird (1908–2002), Schauspielerin
- Julie Bishop (1914–2001), Schauspielerin
- J. Stuart Blackton (1875–1941), Filmemacher
- Benjamin Franklin Bledsoe (1874–1938), Bundesrichter
- †Joan Blondell (1906–1979), Schauspielerin
- Clara Blandick (1876–1962), Schauspielerin
- Eric Blore (1887–1959), Schauspieler
- Monte Blue (1887–1963), Schauspieler
- Betty Blythe (1893–1972), Schauspielerin
- †Humphrey Bogart (1899–1957), Schauspieler
- Mary Boland (1880–1965), Schauspielerin
- Olive Borden (1906–1947), Schauspielerin
- Gutzon Borglum (1867–1941), Bildhauer von Mount Rushmore
- Frank Borzage (1893–1962), Schauspieler und Regisseur
- †Hobart Bosworth (1867–1943), Schauspieler, Regisseur, Produzent und Drehbuchautor
- †Clara Bow (1905–1965), Schauspielerin
- †William Boyd (1895–1972), Schauspieler
- Charles Brabin (1883–1957), Filmregisseur
- Robert N. Bradbury (1886–1949), Filmregisseur, Drehbuchautor und Filmproduzent
- Lenny Breau (1941–1984), Gitarrist
- Edmund Breese (1871–1936), Schauspieler, Regisseur und Autor
- John Bromfield (1922–2005), Schauspieler
- Betty Bronson (1906–1971), Schauspielerin
- Rand Brooks (1918–2003), Schauspieler
- Clarence Brown (1890–1987), Regisseur
- Joe E. Brown (1891–1973), Schauspieler und Komödiant
- †Johnny Mack Brown (1904–1974), Schauspieler
- Vincent Bugliosi (1934–2015), Jurist und Bestsellerautor
- John Bunny (1863–1915), Schauspieler

- Milo Burcham (1903–1944), Pilot

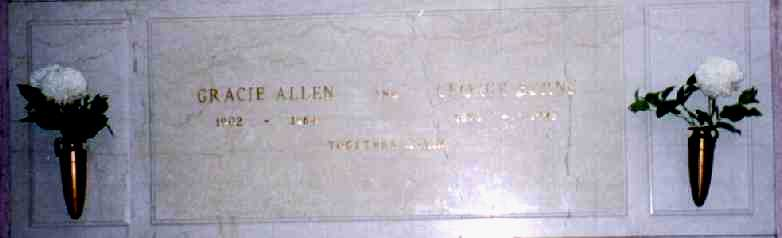
Grab von George Burns (und Gracie Allen)

- Helen Burgess (1916–1937), Schauspielerin
- William Riley Burnett (1899–1982), Schriftsteller und Drehbuchautor
- Dorsey Burnette (1932–1979), Sänger und Songwriter
- Johnny Burnette (1934–1964), Sänger
- George Burns (1896–1996), Schauspieler und Komödiant
- Francis X. Bushman (1883–1966), Schauspieler
- David Butler (1894–1979), Filmregisseur, Schauspieler, Drehbuchautor und Filmproduzent

## C
- Charles Wakefield Cadman (1881–1946), Komponist
- Alice Calhoun (1900–1966), Schauspielerin
- May Cambern (1901–1988), Komponistin
- Judy Canova (1913–1983), Entertainerin
- June Caprice-Millarde (1895–1936), Schauspielerin
- Earl Carroll (1893–1948), Theatermacher
- †Jack Carson (1910–1963), Schauspieler
- Robert Carson (1909–1979), Schauspieler
- William Castle (1914–1977), Regisseur
- †Lon Chaney senior (1883–1930), Schauspieler
- Spencer Charters (1875–1943), Schauspieler
- Charley Chase (1893–1940), Schauspieler und Komödiant
- Tim Choate (1954–2004), Schauspieler
- Berton Churchill (1876–1940), Schauspieler
- Frank Churchill (1901–1942), Komponist

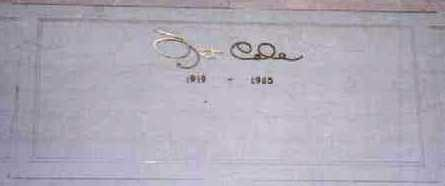
Grab von Nat King Cole

- Elmer Clifton (1890–1949), Regisseur, Drehbuchautor, Produzent und Schauspieler
- Andy Clyde (1892–1967), Schauspieler und Komiker
- Joe Cobb (1916–2002), Schauspieler
- Natalie Cole (1950–2015), Sängerin, Songwriterin und Schauspielerin
- †Nat King Cole (1919–1965), Sänger
- Buddy Collette (1921–2010), Jazzmusiker
- Russ Columbo (1908–1934), Sänger
- Jack Conway (1887–1952), Regisseur, Schauspieler und Produzent
- †Sam Cooke (1931–1964), Sänger
- †Alice Cooper (1874–1967), Schauspielerin
- Charles Henry Cooper (1865–1946), Richter, Anwalt und Rancher
- Lillian Copeland (1904–1964), Leichtathletin und Olympiasiegerin
- †Ellen Corby (1911–1999), Schauspielerin
- Edward Coxen (1880–1954), Schauspieler
- Laird Cregar (1913–1944), Schauspieler
- Donald Crisp (1882–1974), Schauspieler
- George E. Cryer (1875–1961), Politiker, Bürgermeister von Los Angeles
- George Cukor (1899–1983), Regisseur
- Robert Cummings (1908–1990), Schauspieler
- Lester Cuneo (1888–1925), Schauspieler
- Edward Curtis (1868–1952), Fotograf
- Michael Curtiz (1886–1962), Regisseur

## D

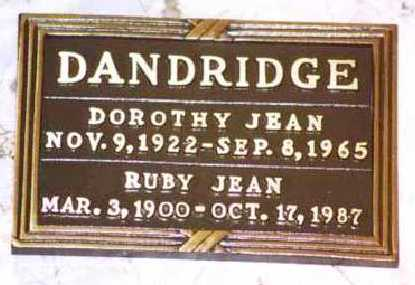
Grab von Dorothy Dandridge

- Dan Dailey (1913–1978), Schauspieler
- Dorothy Dandridge (1922–1965), Schauspielerin und Sängerin
- Mickey Daniels (1914–1970), Schauspieler
- William H. Daniels (1901–1970), Kameramann
- Barbara Darrow (1931–2018), Schauspielerin
- Jane Darwell (1879–1967), Schauspielerin
- Dorothy Davenport (1895–1977), Schauspielerin, Drehbuchautorin, Regisseurin und Produzentin
- Delmer Daves (1904–1977), Drehbuchautor und Regisseur
- Allen M. Davey (1894–1946), Kameramann
- George W. Davis (1914–1998), Artdirector
- Jim Davis (1909–1981), Schauspieler
- Mildred Davis (1901–1969), Schauspielerin
- †Sammy Davis Jr. (1925–1990), Schauspieler und Sänger
- †Sammy Davis Sr. (1900–1988), Sänger
- Jack Dawn (1892–1961), Visagist
- Sam De Grasse (1875–1953), Schauspieler
- Carter DeHaven (1886–1977), Schauspieler
- Eddie DeLange (1904–1949), Songwriter und Bandleader
- Georges Delerue (1925–1992), Komponist
- Armando del Moral (1916–2009), Filmjournalist, Mitbegründer der Golden Globes
- William Demarest (1892–1983), Schauspieler
- Carol Dempster (1901–1991), Schauspielerin
- Buddy DeSylva (1895–1950), Songwriter
- Noah Dietrich (1889–1982), Geschäftsmann
- Diane Disney Miller (1933–2013), Mäzenin, Tochter von Walt und Lillian Disney
- Elias Disney (1859–1941), Vater von Walt Disney
- Flora Call Disney (1868–1938), Mutter von Walt Disney
- Lillian Disney (1899–1997), Philanthropin, Ehefrau von Walt Disney
- Walt Disney (1901–1966), Gründer von Disney
- Richard Dix (1893–1949), Schauspieler
- George Dolenz (1908–1963), Schauspieler
- Jenny Dolly (1892–1941), Tänzerin
- Rosie Dolly (1892–1970), Tänzerin
- Fifi D’Orsay (1904–1983), Schauspielerin
- Don Douglas (1905–1945), Schauspieler
- Gordon Douglas (1907–1993), Filmregisseur
- Lloyd C. Douglas (1877–1951), Schriftsteller
- Billie Dove (1903–1997), Schauspielerin
- Theodore Dreiser (1871–1945), Schriftsteller
- Chuck Dressen (1898–1966), MLB-Baseballspieler
- Louise Dresser (1878–1965), Schauspielerin
- †Marie Dressler (1868–1934), Schauspielerin
- Don Drysdale (1936–1993), MLB-Baseballspieler
- David Dukes (1945–2000), Schauspieler
- Rosetta Duncan (1894–1959), Varietéschauspielerin
- Vivian Duncan (1897–1986), Varietéschauspielerin
- Ruby Dundridge (1899–1987), Schauspielerin
- Minta Durfee (1889–1975), Schauspielerin
- Junior Durkin (1915–1935), Schauspieler

## E
- Hubert L. Eaton (1881–1966), Gründer der Forest Lawn Friedhöfe
- Mary Eaton (1901–1948), Schauspielerin
- Howard Arden Edwards (1884–1953), Künstler
- Ralph Edwards (1913–2005), Moderator
- Arnold Ehret (1866–1922), Naturheilkundler und Buchautor
- Sally Eilers (1908–1978), Schauspielerin
- Caryll Ann Ekelund (1935–1939), Schauspielerin
- Marie Ellington (1922–2012), Jazzsängerin
- Dick Elliott (1886–1961), Schauspieler
- Julian Eltinge (1881–1941), Schauspieler
- Frederick W. Elvidge (1911–1988), Schauspieler
- Wera Engels (1904–1988), Schauspielerin
- Ray Enright (1896–1965), Regisseur
- Francis de Erdely (1904–1959), Maler
- Leon Errol (1881–1951), Schauspieler
- William E. Evans (1877–1959), Politiker

## F

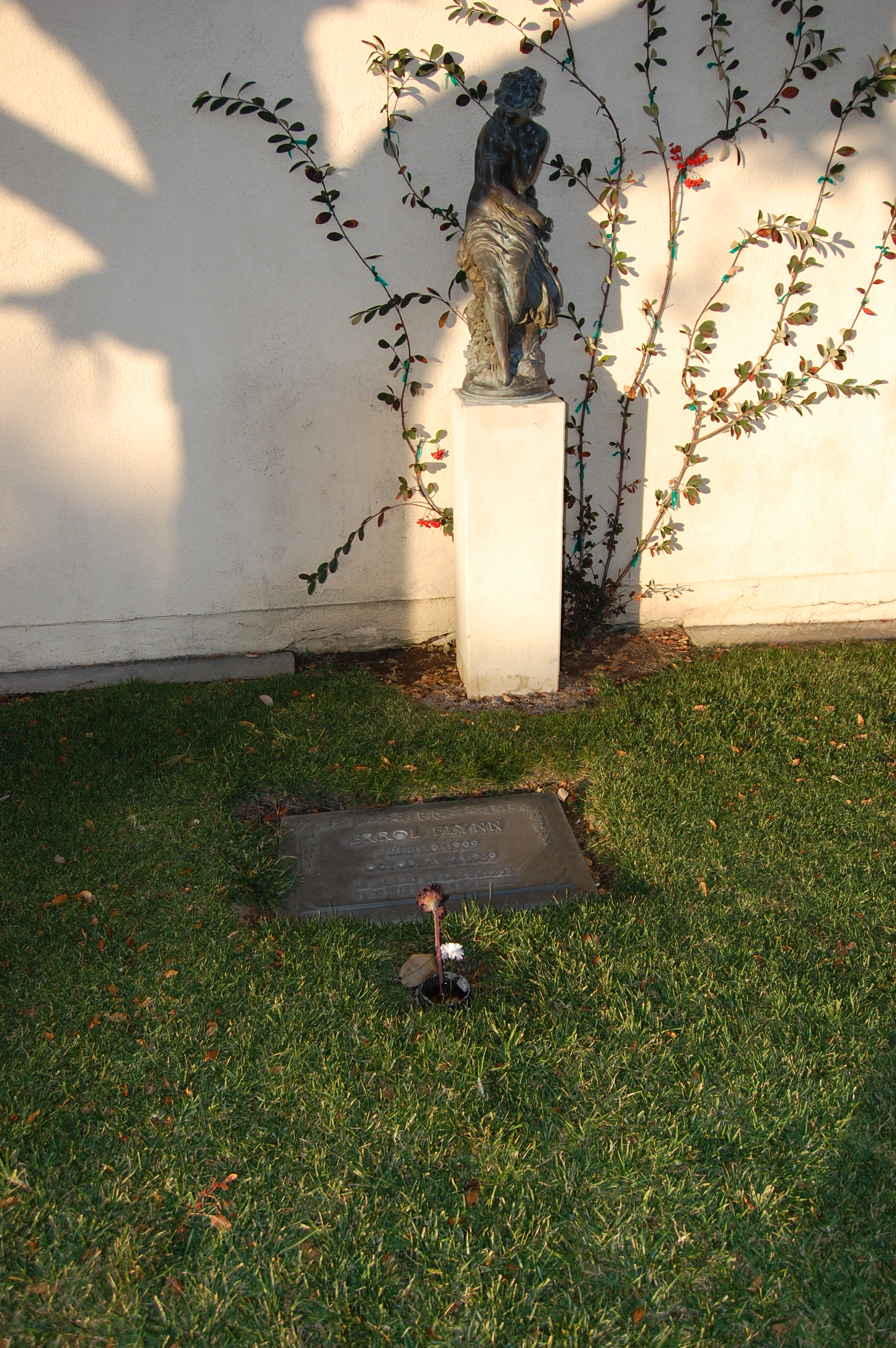
Grab von Errol Flynn

- Douglas Fairbanks senior (1883–1939), Schauspieler (umgebettet zum Hollywood Forever Cemetery im Jahr 1941)
- Dot Farley (1881–1971), Schauspielerin
- Joseph Farnham (1884–1931), Drehbuchautor
- William Farnum (1876–1953), Schauspieler
- James Fawcett (1906–1942), Schauspieler
- Don Fedderson (1913–1994), Fernsehproduzent
- Helen Ferguson (1900–1977), Schauspielerin
- Romaine Fielding (1868–1927), Schauspieler und Regisseur
- †W. C. Fields (1880–1946), Schauspieler und Comedian
- Larry Fine (1902–1975), Schauspieler, Comedian, Mitglied der Three Stooges
- George Fitzmaurice (1885–1940), Filmregisseur
- Johnny Flamingo (1934–2000), Sänger
- Frank P. Flint (1862–1929), Politiker
- Errol Flynn (1909–1959), Schauspieler
- Nina Foch (1924–2008), Schauspielerin
- Tony Fontane (1925–1974), Sänger
- Harrison Ford (1884–1957), Schauspieler
- Thomas F. Ford (1873–1958), Politiker
- Betty Francisco (1900–1950), Schauspielerin
- Bruno Frank (1887–1945), Schriftsteller und Drehbuchautor
- Chester M. Franklin (1890–1954), Filmregisseur, Schauspieler, Filmproduzent und Autor
- Robert Frazer (1891–1944), Schauspieler
- John D. Fredericks (1869–1945), Politiker
- Rudolf Friml (1879–1972), Komponist
- Dwight Frye (1899–1943), Schauspieler
- Charles E. Fuller (1887–1968), Evangelist
- Jules Furthman (1888–1966), Drehbuchautor

## G
- †Clark Gable (1901–1960), Schauspieler
- Herb Geller (1928–2013), Jazz-Musiker
- John Gilbert (1897–1936), Schauspieler
- A. Arnold Gillespie (1899–1978), Spezialeffekt-Experte und Art Director
- King C. Gillette (1855–1932), Geschäftsmann
- Hermione Gingold (1897–1987), Schauspielerin
- J. Frank Glendon (1886–1937), Schauspieler
- Peter Godfrey (1899–1970), Regisseur, Autor, Schauspieler und Bühnenproduzent
- †Samuel Goldwyn (1879–1974), Produzent
- Edgar J. Goodspeed (1871–1962), Theologe
- Huntley Gordon (1887–1956), Schauspieler
- Jetta Goudal (1891–1985), Schauspielerin
- Edmund Goulding (1891–1959), Regisseur und Autor
- Joe Grant (1908–2005), Künstler und Autor
- Charley Grapewin (1869–1956), Schauspieler
- †Sid Grauman (1879–1950), Impresario
- Alfred E. Green (1889–1960), Regisseur
- †Sydney Greenstreet (1879–1954), Schauspieler
- Harold Grieve (1901–1993), Regisseur
- Raymond Griffith (1895–1957), Schauspieler, Komiker, Autor, Regisseur und Filmproduzent
- Bessie Griffin (1922–1989), Sängerin
- Paul A. Guilfoyle (1902–1961), Schauspieler
- Fred L. Guiol (1898–1964), Regisseur und Drehbuchautor

## H
- Alan Hale senior (1892–1950), Schauspieler
- Charlie Hall (1899–1959), Schauspieler
- Ernest Haller (1896–1970), Kameramann
- Emile Hamaty (1925–2000), Banker und Schauspieler
- Russell Harlan (1903–1974), Kameramann
- Jean Harlow (1911–1937), Schauspielerin
- Rex Harrison (1908–1990), Schauspieler
- Elizabeth Harrower (1918–2003), Schauspielerin und Drehbuchautorin
- Phil Hartman (1948–1998), Schauspieler (hier eingeäschert, später im Meer beigesetzt)
- Charles Hatfield (1875–1958), Wissenschaftler
- Harry Hayden (1882–1955), Schauspieler
- Lela Bliss-Hayden (1896–1980), Schauspielerin
- Edith Head (1897–1981), Kostümdesigner
- Wanda Hendrix (1928–1981), Schauspielerin
- Ralph Hepburn (1896–1948), Rennfahrer
- Holmes Herbert (1882–1956), Schauspieler
- Babe Herman (1903–1987), Baseballspieler
- Paul Herrick (1910–1958), Songwriter

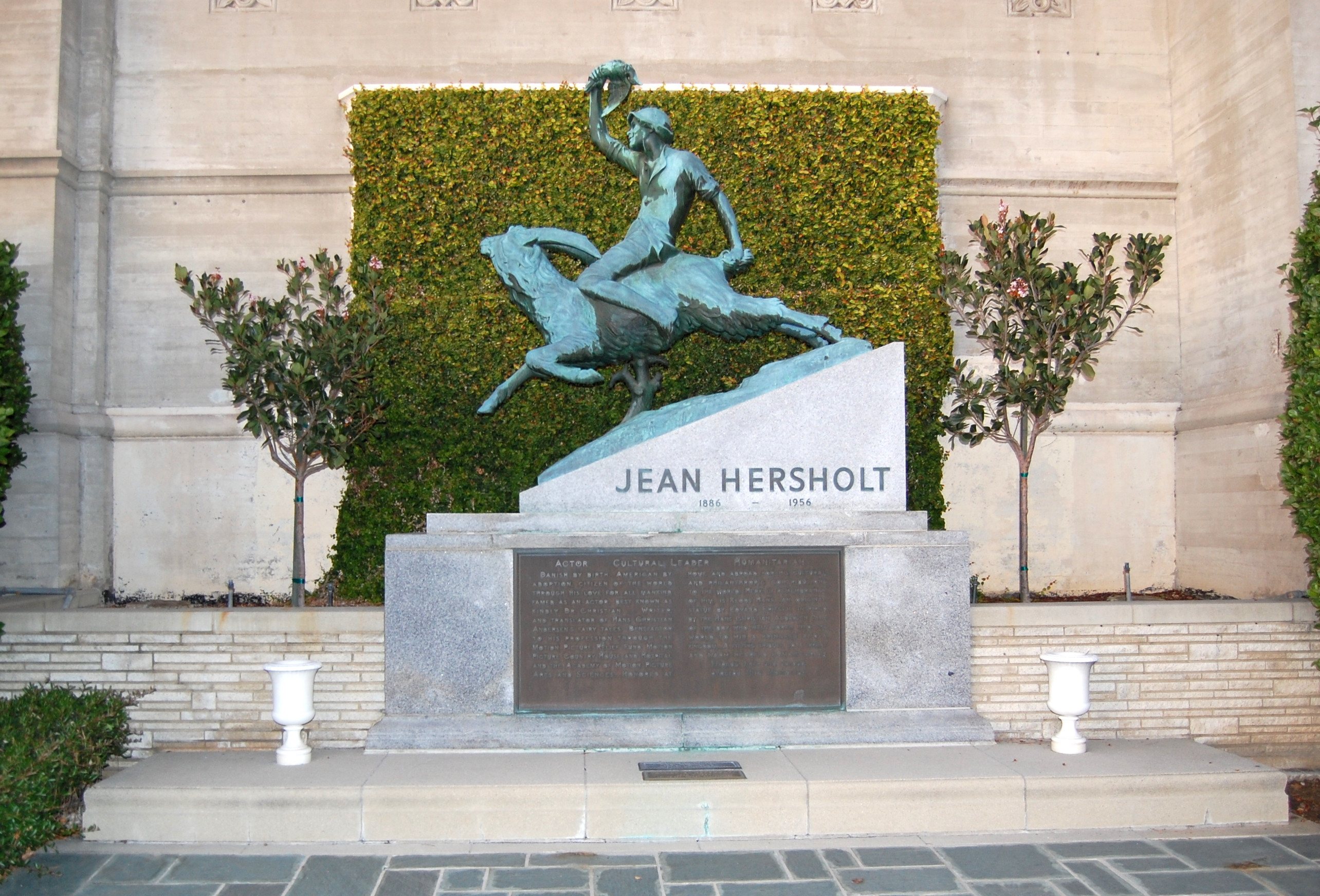
Grab von Jean Hersholt

- Jean Hersholt (1886–1956), Schauspieler
- Louis Jean Heydt (1903–1960), Schauspieler
- Winston Hibler (1910–1976), Drehbuchautor, Schauspieler, Filmproduzent und -regisseur
- Józef Hofmann (1876–1957), Konzertpianist
- Fay Holden (1893–1973), Schauspielerin
- Alice Hollister (1886–1973), Schauspielerin
- George Hollister (1873–1952), Kameramann
- Burton Holmes (1870–1958), Regisseur und Produzent
- Helen Holmes (1893–1950), Schauspielerin
- William Holmes (1877–1946), Filmeditor
- Happy Holt (1901–1924), Kinderschauspieler
- James W. Horne (1881–1942), Schauspieler und Regisseur
- Victoria Horne (1911–2003), Schauspielerin
- Edward Everett Horton (1886–1970), Schauspieler
- William K. Howard (1899–1954), Filmregisseur
- Rupert Hughes (1872–1956), Filmemacher
- June Hutton (1920–1973), Sängerin
- Martha Hyer (1924–2014), Schauspielerin
- Bernard H. Hyman (1895–1942), US-amerikanischer Filmproduzent

## I
- Wiard Ihnen (1897–1979), Regisseur und Produktionsdesigner
- Rex Ingram (1892–1950), Regisseur
- George Irving (1874–1961), Schauspieler und Regisseur

## J
- Joseph Jackson (1928–2018), Musikmanager
- Michael Jackson (1958–2009), Sänger, Songwriter und Entertainer
- Carrie Jacobs-Bond (1862–1946), Sängerin, Pianistin und Songwriterin
- Claire James (1920–1986), Schauspielerin
- Luther James (1928–2006), Autor
- Elsie Janis (1889–1956), Schauspielerin
- DeWitt Jennings (1871–1937), Schauspieler
- Arthur Johns (1889–1947), Tontechniker beim Film
- Arthur Johnston (1898–1954), Komponist
- Isham Jones (1894–1956), Big-Band-Leader und Komponist
- Jennifer Jones (1919–2009), Schauspielerin
- Rupert Julian (1879–1943), Regisseur
- Ray June (1895–1958), Kameramann

## K
- Gus Kahn (1886–1941), Songwriter
- Bert Kalmar (1884–1947), Songwriter
- Casey Kasem (1932–2014), Radiomoderator „American Top40“
- Terry Kath (1946–1978), Musiker
- Tom Keene (1896–1963), Schauspieler
- William Keighley (1889–1984), Regisseur
- John L. Kennedy (1854–1946), Politiker
- A. Atwater Kent (1873–1949), Geschäftsmann
- Erle C. Kenton (1896–1980), Regisseur
- Doris Kenyon (1897–1979), Schauspielerin, Schlagersängerin und Lyrikerin
- Hal C. Kern (1894–1985), Filmeditor
- Charles Henry King (1853–1930), Großvater von Gerald Ford
- Leslie Lynch King, Sr. (1884–1941), Vater von Gerald Ford
- Ted Knight (1923–1986), Schauspieler
- Clarence Kolb (1874–1964), Schauspieler
- Henry Kolker (1870–1947), Schauspieler und Regisseur
- Red Kress (1907–1962), Baseballspieler
- Kathryn Kuhlman (1907–1976), Predigerin

## L

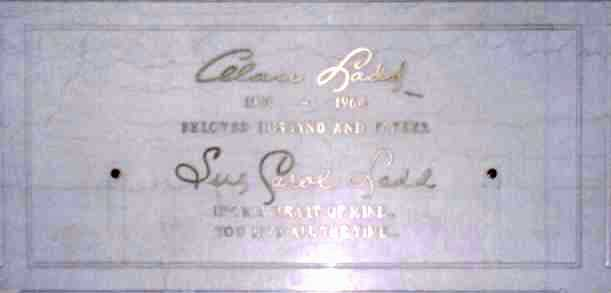
Grab von Alan Ladd

- Alan Ladd (1913–1964), Schauspieler
- Louis L’Amour (1908–1988), Schriftsteller
- David Landau (1879–1935), Schauspieler
- Carole Landis (1919–1948), Schauspielerin
- Lash La Rue (1917–1996), Schauspieler
- Viola Lawrence (1894–1973), Filmeditorin
- Charles Lawton Jr. (1904–1965), Kameramann
- Rowland V. Lee (1891–1975), Filmregisseur, Schauspieler, Drehbuchautor und Filmproduzent
- Mervyn LeRoy (1900–1987), Regisseur und Produzent
- Hal LeSueur (1903–1963), Schauspieler, Bruder von Joan Crawford
- Fritz Leiber (1882–1949), Schauspieler
- Irene Lentz (1900–1962), Kostümdesignerin
- Robert Z. Leonard (1889–1968), Regisseur
- Elgin Lessley (1883–1944), Kameramann
- David Lewis (1903–1987), Filmproduzent
- Mitchell Lewis (1880–1956), Schauspieler
- Ann Little (1891–1984), Schauspielerin
- Lucien Littlefield (1895–1960), Schauspieler
- Robert Livingston (1904–1988), Schauspieler
- Doris Lloyd (1896–1968), Schauspielerin
- Frank Lloyd (1886–1960), Schauspieler, Regisseur und Produzent
- Harold Lloyd (1893–1971), Schauspieler und Comedian
- Jeanette Loff (1906–1942), Schauspielerin und Sängerin
- †Carole Lombard (1908–1942), Schauspielerin
- Tom London (1889–1963), Schauspieler
- Theodore Lorch (1873–1947), Schauspieler
- Ernst Lubitsch (1892–1947), Regisseur
- Ida Lupino (1918–1995), Schauspielerin und Regisseur
- Hamilton Luske (1903–1968), Animator und Filmregisseur
- Eustace Lycett (1914–2006), Special-Effects Designer

## M

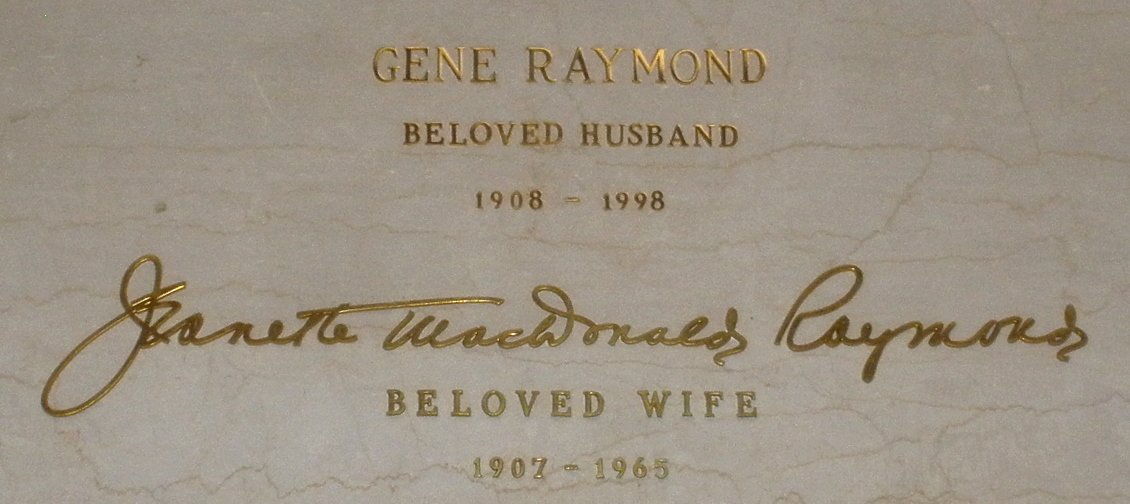
Grab von Jeanette MacDonald

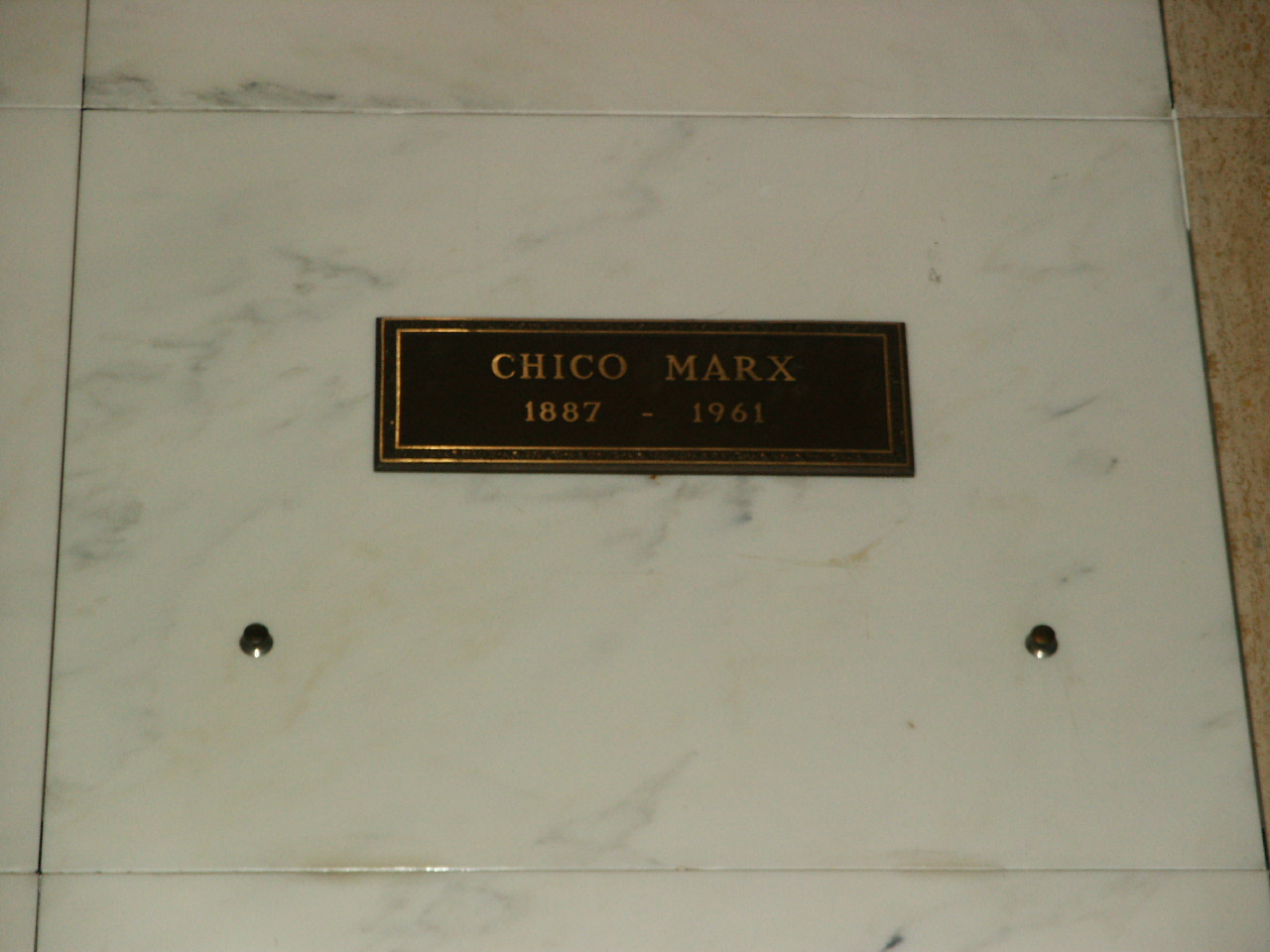
Grab von Chico Marx

- Jeanette MacDonald (1903–1965), Schauspielerin und Sängerin
- Rouben Mamoulian (1897–1987), Film- und Theaterregisseur
- Edwin L. Marin (1899–1951), Filmregisseur
- Oliver T. Marsh (1892–1941), Kameramann
- Warne Marsh (1927–1987), Jazz-Saxophonist
- Alan Marshal (1909–1961), Schauspieler
- Chico Marx (1887–1961), Schauspieler und Comedian
- Gummo Marx (1892–1977), Schauspieler
- Mike Mazurki (1907–1990), Schauspieler und Wrestler
- Marian McCargo (1932–2004), Schauspielerin
- Gladys McConnell (1905–1979), Schauspielerin und Pilotin
- Ted McCord (1900–1976), Kameramann
- Johnston McCulley (1883–1958), Autor und Erfinder von Zorro
- Marc McDermott (1881–1929), Schauspieler
- Frank McGlynn Sr. (1866–1951), Schauspieler
- Fritzi Massary (1882–1969), Sängerin und Schauspielerin
- J. P. McGowan (1880–1952), Regisseur
- Robert McKimson (1910–1977), Animator, Illustrator und Filmregisseur
- James McLachlan (1852–1940), Politiker
- †Victor McLaglen (1886–1959), Schauspieler
- Jimmy McLarnin (1907–2004), Boxer
- Norman Z. McLeod (1898–1964), Filmregisseur
- Joseph T. McNarney (1893–1972), General und Militärgouverneur
- Aimee Semple McPherson (1890–1944), Predigerin
- Blanche Mehaffey (1908–1968), Schauspielerin
- Dimitre Mehundjiysky (1915–1999), Künstler
- William C. Mellor (1903–1963), Kameramann
- William Cameron Menzies (1896–1957), Regisseur
- Beryl Mercer (1882–1939), Schauspielerin
- Bess Meredyth (1890–1969), Drehbuchautorin und Schauspielerin
- Robert Millikan (1868–1953), Physiker und Nobelpreis-Gewinner
- Vincente Minnelli (1903–1986), Regisseur
- Art Mix (1896–1972), Schauspieler
- Tom Mix (1880–1940), Schauspieler
- George Montgomery (1899–1951), Szenenbildner
- Pat Moran (1901–1965), Schauspieler
- Polly Moran (1883–1952), Schauspielerin
- Antonio Moreno (1887–1967), Schauspieler
- †Clayton Moore (1914–1999), Schauspieler
- Del Moore (1916–1970), Schauspieler und Komiker
- Harvey Seeley Mudd (1888–1955), Ingenieur
- William Mulholland (1855–1935), Ingenieur
- Spud Murphy (1908–2005), Komponist

## N
- Charles W. Nash (1864–1948), Automobilhersteller
- Alla Nazimova (1879–1945), Schauspielerin
- Frank Nelson (1911–1986), Schauspieler
- Alfred Newman (1900–1970), Komponist
- Emil Newman (1911–1984), Filmkomponist und Dirigent
- Fred Niblo (1874–1948), Regisseur
- William Nigh (1881–1955), Regisseur und Schauspieler.
- Marian Nixon (1904–1983), Schauspielerin
- L. L. Nunn (1853–1925), Lehrer
- Ervin Nyíregyházi (1903–1987), Pianist

## O
- Jack Oakie (1903–1978), Schauspieler und Comedian
- Merle Oberon (1911–1979), Schauspielerin
- Clifford Odets (1906–1963), Dramatiker
- Cathy O’Donnell (1923–1970), Schauspielerin
- Charles Ogle (1865–1940), Schauspieler
- Edna May Oliver (1883–1942), Schauspielerin
- Culbert Olson (1876–1962), Gouverneur von Kalifornien
- Maria Ouspenskaya (1876–1949), Schauspielerin
- Richard F. Outcault (1863–1928), Cartoonzeichner
- Monroe Owsley (1900–1937), Schauspieler

## P
- Ernest Palmer (1885–1978), Kameramann
- Lilli Palmer (1914–1986), Schauspielerin
- Franklin Pangborn (1889–1958), Schauspieler
- Alexander Pantages (1875–1936), Impresario
- Allen E. Paulson (1922–2000), Luftfahrtunternehmer
- Joe Penner (1904–1941), Schauspieler und Comedian
- Susan Peters (1921–1952), Schauspielerin
- Mary Philips (1901–1975), Schauspielerin
- Ben Piazza (1934–1991), Schauspieler
- †Jack Pickford (1896–1933), Schauspieler
- †Lottie Pickford (1893–1936), Schauspielerin
- †Mary Pickford (1892–1979), Schauspielerin, Geschäftsfrau, Mitbegründerin von United Artists
- Robert Pierce (1914–1978), Geistlicher, Gründer von World Vision
- Jack P. Pierce (1889–1968), Maskenbildner
- Lon Poff (1870–1952), Schauspieler
- Dick Powell (1904–1963), Schauspieler
- Mala Powers (1931–2007), Schauspielerin

## Q
- Fred Quimby (1886–1965), Produzent
- John Qualen (1899–1987), Schauspieler

## R
- Ralph Rainger (1901–1942), Musiker, Film-Komponist und Liedtexter
- Lou Rawls (1933–2006), Sänger
- Gene Raymond (1908–1998), Schauspieler
- Phillip Reed (1908–1996), Schauspieler
- Wallace Reid (1891–1923), Schauspieler
- Cleo Ridgely (1893–1962), Schauspielerin
- Lyda Roberti (1906–1938), Schauspielerin
- Blossom Rock (1895–1978), Schauspielerin
- Adela Rogers St. Johns (1894–1988), Journalistin, Schriftstellerin und Drehbuchautorin
- Will Rogers (1879–1935), Komiker, Schauspieler und Autor
- Jim Rohn (1930–2009), Unternehmer, Autor und Motivationstrainer
- Ruth Roland (1892–1937), Schauspielerin und Produzentin
- Gladys Root (1905–1982), Strafverteidiger
- Henry Roquemore (1886–1943), Schauspieler
- Alan Roscoe (1886–1933), Schauspieler
- Bodil Rosing (1877–1941), Schauspielerin
- Charles Ruggles (1886–1970), Schauspieler
- Wesley Ruggles (1889–1972), Regisseur
- Barbara Ruick (1930–1974), Schauspielerin

## S
- S. Z. Sakall (1883–1955), Schauspieler
- Chic Sale (1885–1936), Schauspieler
- Isabel Sanford (1917–2004), Schauspielerin
- Paul Sawtell (1906–1971), Filmkomponist
- Paul Scardon (1874–1954), Schauspieler, Produzent, Regisseur
- Victor Schertzinger (1890–1941), Komponist, Regisseur, Produzent, Drehbuchautor
- John DuCasse Schulze (1876–1943), Szenenbildner
- Mabel Julienne Scott (1892–1976), Schauspielerin
- Ynez Seabury (1907–1973), Schauspielerin
- William A. Seiter (1890–1964), Regisseur
- Lesley Selander (1900–1979), Regisseur
- †David O. Selznick (1902–1965), Produzent
- †Myron Selznick (1898–1944), Produzent
- Fred Sersen (1890–1962), Filmtechniker
- Toni Seven (1922–1991), Schauspielerin und Model
- Gustav von Seyffertitz (1862–1943), Schauspieler und Regisseur
- Ethel Shannon (1898–1951), Schauspielerin
- Athole Shearer (1900–1985), Schauspielerin
- †Norma Shearer (1902–1983), Schauspielerin
- Lowell Sherman (1885–1934), Regisseur und Schauspieler
- Leo Shuken (1906–1976), Filmkomponist, Arrangeur und musikalischer Leiter
- Louis Silvers (1889–1954), Komponist
- S. Sylvan Simon (1910–1951), Regisseur
- Russell Simpson (1877/1880–1959), Schauspieler
- †Red Skelton (1913–1997), Schauspieler und Comedian
- Iceberg Slim (1918–1992), Zuhälter und Schriftsteller
- Tod Sloan (1874–1933), Jockey
- Hillel Slovak (1962–1988), Musiker
- H. Allen Smith (1909–1998), Politiker
- Rainbeaux Smith (1955–2002), Schauspielerin
- Tom Smith (1878–1957), Pferdetrainer
- †William French Smith (1917–1990), U.S. Attorney General
- Carrie Snodgress (1945–2004), Schauspielerin
- Marguerite Snow (1889–1958), Schauspielerin
- Carl Spitz (1894–1976), Tiertrainer
- Hanley Stafford (1899–1968), Schauspieler
- John M. Stahl (1886–1950), Regisseur und Produzent
- †Lionel Stander (1908–1994), Schauspieler
- Pauline Starke (1901–1977), Schauspielerin
- Gabor Steiner (1858–1944), Theaterdirektor
- Max Steiner (1888–1971), Komponist
- Casey Stengel (1890–1975), MLB-Manager

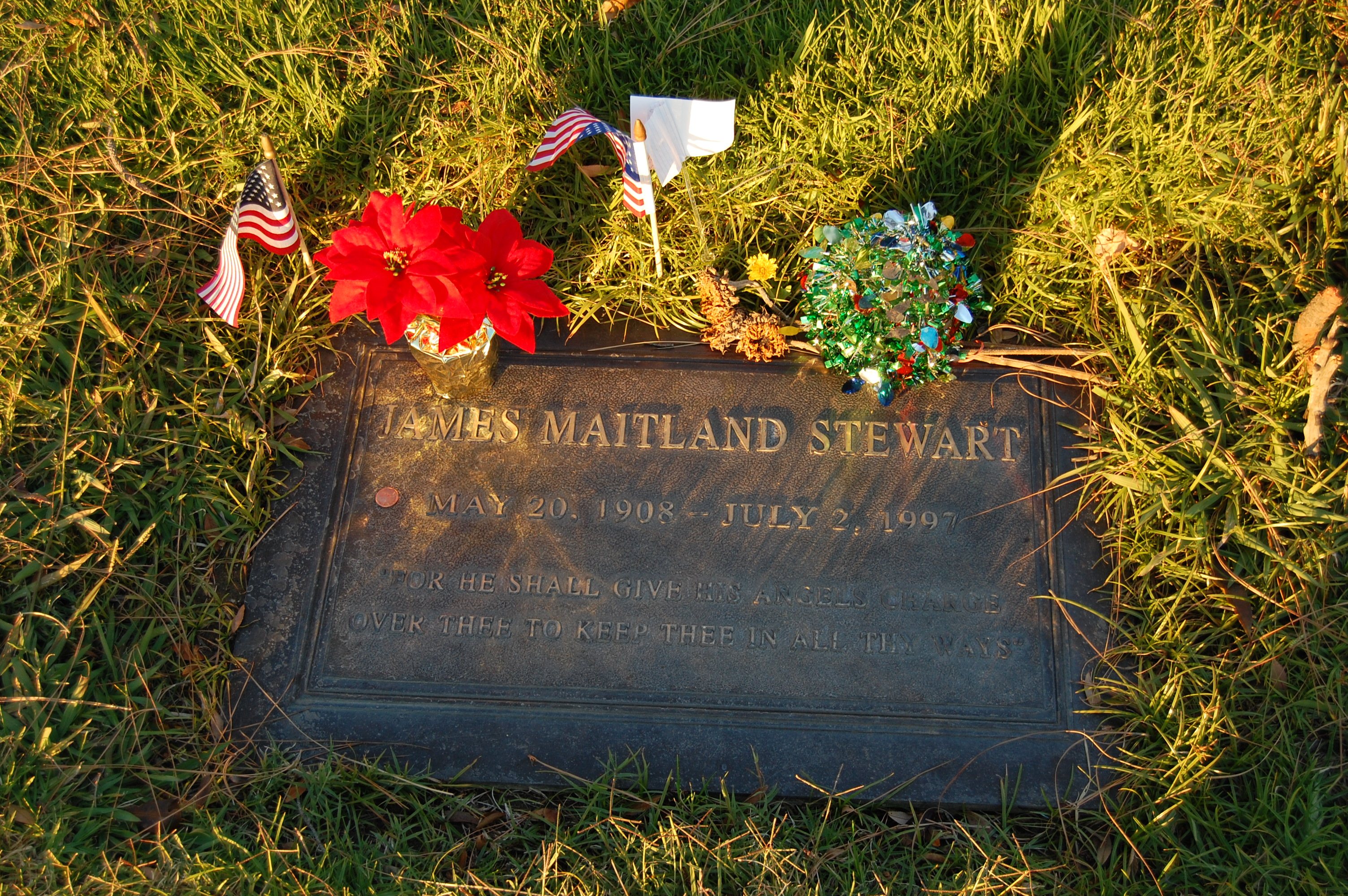
Grab von James Stewart

- James Stephenson (1889–1941), Schauspieler
- Anita Stewart (1895–1961), Schauspielerin
- James Stewart (1908–1997), Schauspieler
- Ruth Stonehouse (1892–1941), Schauspielerin und Regisseur
- Axel Stordahl (1913–1963), Komponist
- Herbert Stothart (1885–1949), Komponist
- Archie Stout (1886–1973), Kameramann
- Joseph Baermann Strauss (1870–1938), Brückenbau-Ingenieur
- Elbridge Amos Stuart (1856–1944), Industrieller
- Jan Styka (1858–1925), Maler
- Frank Swann (1912–2004), Schauspieler

## T
- Frank Tashlin (1913–1972), Regisseur und Drehbuchautor
- Art Tatum (1909–1956), Musiker
- †Elizabeth Taylor (1932–2011), Schauspielerin
- Robert Taylor (1911–1969), Schauspieler
- †Irving Thalberg (1899–1936), Produzent
- Ursula Thiess (1924–2010), Schauspielerin
- Fred Thomson (1890–1928), Schauspieler
- Chief Thundercloud (1899–1955), Schauspieler
- Lawrence Tibbett (1896–1960), Schauspieler und Sänger
- Dimitri Tiomkin (1894–1979), Komponist
- Genevieve Tobin (1899–1995), Schauspielerin
- Sammee Tong (1901–1964), Schauspieler
- Ernest Torrence (1878–1933), Schauspieler
- Raquel Torres (1908–1987), Schauspielerin
- Spencer Tracy (1900–1967), Schauspieler
- Henry Travers (1874–1965), Schauspieler
- Louise Treadwell (1896–1983), Schauspielerin
- Lamar Trotti (1900–1952), Drehbuchautor und Filmproduzent
- Jim Tully (1886–1947), Autor
- Ben Turpin (1869–1940), Schauspieler und Comedian
- Lurene Tuttle (1907–1986), Schauspielerin

## V
- Valda Valkyrien (1895–1956), Ballerina
- W. S. Van Dyke (1889–1943), Regisseur
- Vang Pao (1929–2011), General
- Alfred Victor Verville (1890–1970), Flugzeugbaupionier

## W
- George Waggner (1894–1984), Filmregisseur, Produzent, Drehbuchautor und Schauspieler
- Sidney Wagner (1900–1947), Kameramann
- Jerry Wald (1911–1962), Drehbuchautor und Filmproduzent
- Charles Waldron (1874–1946), Schauspieler
- Nella Walker (1886–1971), Schauspielerin
- Beryl Wallace (1909–1948), Sänger
- Hal B. Wallis (1898–1986), Produzent
- Bill Walsh (1913–1975), Produzent
- Clara Ward (1924–1973), Sängerin
- Jay Ward (1920–1989), Produzent und Autor
- Darrell Ware (1906–1944), Drehbuchautor
- Ethel Waters (1896–1977), Schauspielerin und Sängerin
- Johnny Guitar Watson (1935–1996), Funk & Blues Musiker
- Roy Webb (1888–1982), Filmkomponist
- Mary Wells (1943–1992), Sängerin
- Claudine West (1890–1943), Drehbuchautorin
- Roland West (1885–1952), Regisseur
- Vera West (1900–1947), Kostümbildnerin
- Wally Westmore (1906–1973), Maskenbildner
- Carl Jules Weyl (1890–1948), Filmarchitekt
- James Whale (1889–1957), Regisseur
- Richard A. Whiting (1891–1938), Komponist
- Ted Wilde (1889–1929), Regisseur und Autor
- Guy Wilkerson (1899–1971), Schauspieler
- Warren William (1895–1948), Schauspieler
- Robert Williams (1897–1931), Schauspieler
- Edwin B. Willis (1893–1963), Szenenbildner
- Lois Wilson (1894–1988), Schauspielerin
- Claire Windsor (1892–1972), Schauspielerin
- Grant Withers (1905–1959), Schauspieler
- Sam Wood (1883–1949), Regisseur, Produzent, Autor und Schauspieler
- Stacy Woodard (1902–1942), Filmproduzent
- Ali-Ollie Woodson (1951–2010), Soulsänger
- Bobby Womack (1944–2014), Sänger und Songwriter
- George Woolf (1910–1946), Jockey
- Robert Woolsey (1888–1938), Schauspieler und Comedian
- Hank Worden (1901–1992), Schauspieler
- †William Wrigley junior (1861–1932), Kaugummihersteller, Besitzer der Chicago Cubs
- Robert Wyler (1900–1971), Filmproduzent, Drehbuchautor und Filmregisseur
- William Wyler (1902–1981), Regisseur
- Patrice Wymore (1926–2014), Schauspielerin
- †Ed Wynn (1886–1966), Schauspieler und Comedian
- †Keenan Wynn (1916–1986), Schauspieler

## Y
- James „J-Dilla“ Yancey (1974–2006), Produzent
- Paramahansa Yogananda (1893–1952), Yogi, Philosoph und Schriftsteller
- Robert Young (1907–1998), Schauspieler

## Z
- Lee Zahler (1893–1947), Komponist
- Florenz Ziegfeld junior (1867–1932), Theater- und Filmproduzent